# Acura CDX

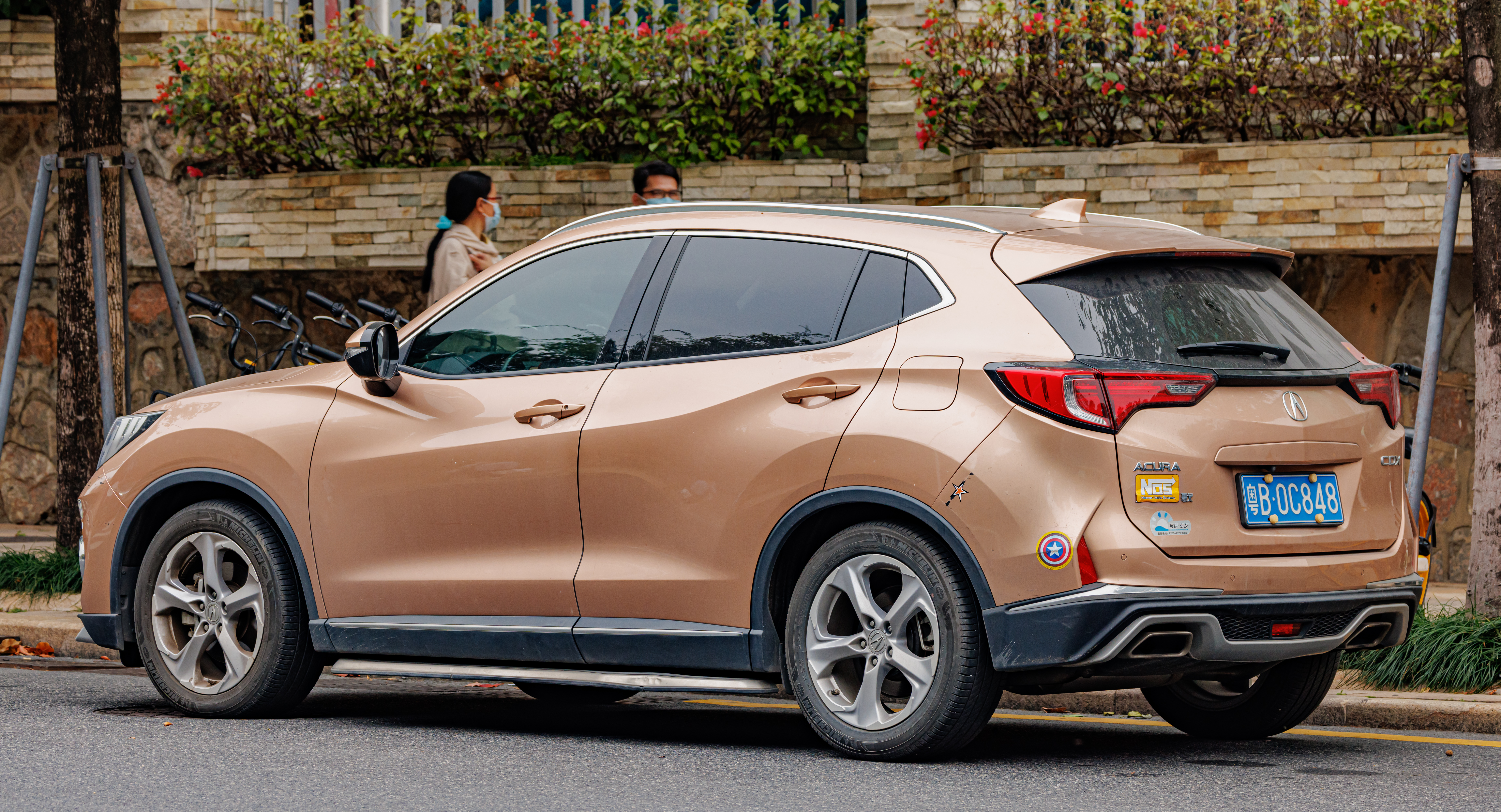
Heckansicht

Der Acura CDX ist ein SUV der zu Honda gehörenden Marke Acura, das zwischen 2016 und 2023 in China gebaut und verkauft wurde. Es basiert auf der gleichen Plattform wie der Honda HR-V.

## Geschichte
Das Fahrzeug wurde auf der Beijing Auto Show im April 2016 vorgestellt und wurde zwischen Juli 2016 und Januar 2023 in China verkauft. Produziert wurde das SUV in Guangzhou. Im April 2017 verkündete der Vize-Präsident von Acura, dass ein Verkauf in den Vereinigten Staaten möglich sei und geprüft werde. Eine Markteinführung außerhalb Chinas erfolgte aber nie. Auf der Beijing Auto Show 2018 präsentierte Acura eine überarbeitete Version des CDX. Außerdem wurde der CDX seitdem mit dem Hybridantrieb aus dem Honda CR-V angeboten.

## Sicherheit
Beim 2017 durchgeführten C-NCAP-Crashtest wurde das Fahrzeug mit vier Sternen bewertet, 2018 mit fünf Sternen.

## Antrieb
Angetrieben wird der Wagen von einem aufgeladenen 1,5-Liter-Reihenvierzylinder-Ottomotor, der maximal 134 kW (182 PS) leistet und auch in der zehnten Generation des Honda Civic zum Einsatz kommt. Verfügbar war der CDX mit Vorder- oder Allradantrieb und einem 8-Gang-Doppelkupplungsgetriebe. Beim Hybridmodell hat der Verbrennungsmotor eine maximale Leistung von 107 kW (145 PS) und der Elektromotor 135 kW (184 PS). Die Systemleistung wird mit 158 kW  (215 PS) angegeben.

## Technische Daten
|                                              | 1.5 VTEC                       | Sport Hybrid             |
| -------------------------------------------- | ------------------------------ | ------------------------ |
| Bauzeitraum                                  | 07/2016–01/2023                | 04/2018–01/2023          |
| Motorkenndaten                               |                                |                          |
| Motorart                                     | Ottomotor                      | Ottomotor + Elektromotor |
| Motorbauart                                  | R4                             | R4 + Elektromotor        |
| Motoraufladung                               | Turbolader                     | —                        |
| Hubraum                                      | 1498 cm³                       | 1993 cm³                 |
| max. Leistung, Verbrennungsmotor bei min−1   | 134 kW (182 PS) / 5500         | 107 kW (145 PS) / 6200   |
| max. Leistung, Elektromotor                  | —                              | 135 kW (184 PS)          |
| max. Systemleistung                          | —                              | 158 kW (215 PS)          |
| max. Drehmoment, Verbrennungsmotor bei min−1 | 240 Nm / 1900–5500             | 175 Nm / 4000            |
| max. Drehmoment, Elektromotor                | —                              | 315 Nm                   |
| Kraftübertragung                             |                                |                          |
| Antrieb, serienmäßig                         | Vorderradantrieb               | Vorderradantrieb         |
| Antrieb, optional                            | (Allradantrieb)                | —                        |
| Getriebe, serienmäßig                        | 8-Gang-Doppelkupplungsgetriebe | Stufenloses Getriebe     |
| Messwerte                                    |                                |                          |
| Höchstgeschwindigkeit                        | 202 km/h                       | 163 km/h                 |
| Beschleunigung, 0–100 km/h                   | 8,6 s (9,7 s)                  | 8,6 s                    |
| Kraftstoffverbrauch auf 100 km, kombiniert   | 6,8 l Super (7,1 l Super)      | 5,0 l Super              |
| Tankinhalt                                   | 50 l                           | 50 l                     |

- Werte in runden Klammern gelten für Modell mit Allradantrieb